# Wydział Nauk Politycznych i Dziennikarstwa Uniwersytetu im. Adama Mickiewicza w Poznaniu

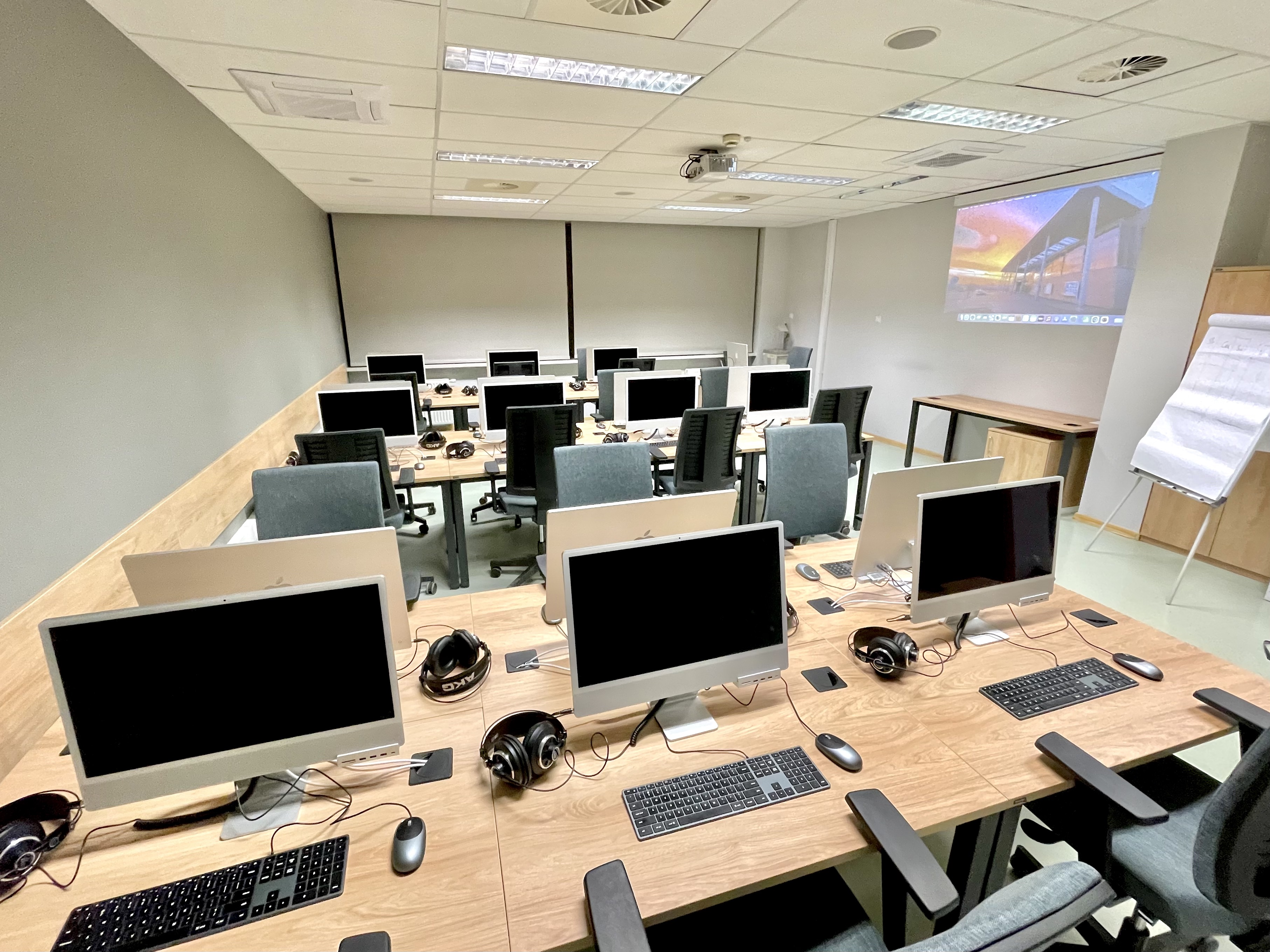
Laboratorium komputerowe

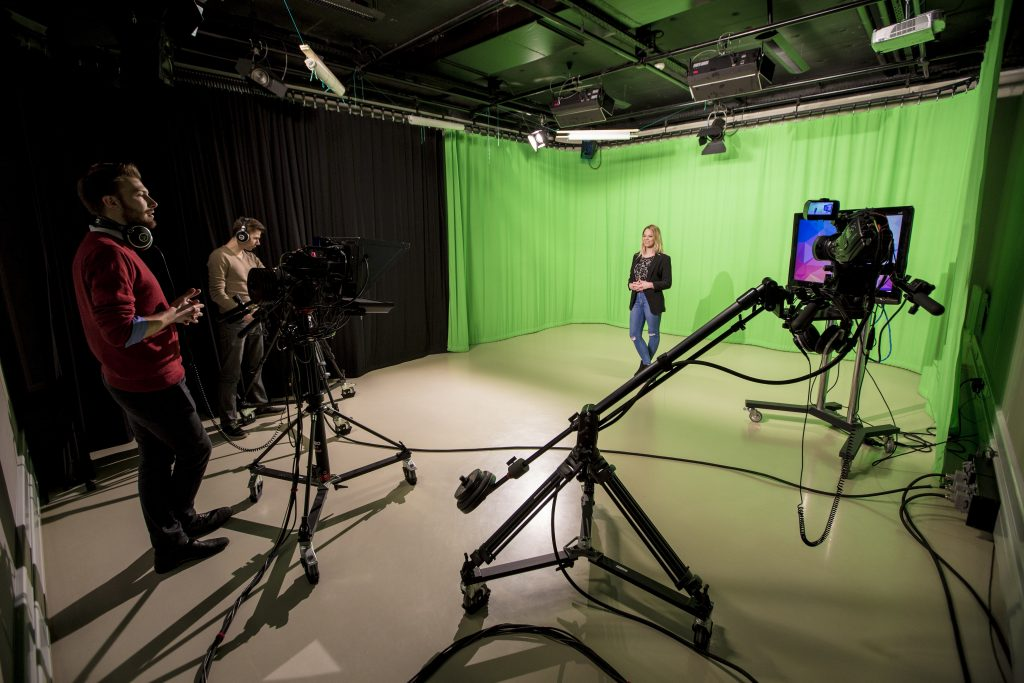
Studio telewizyjne

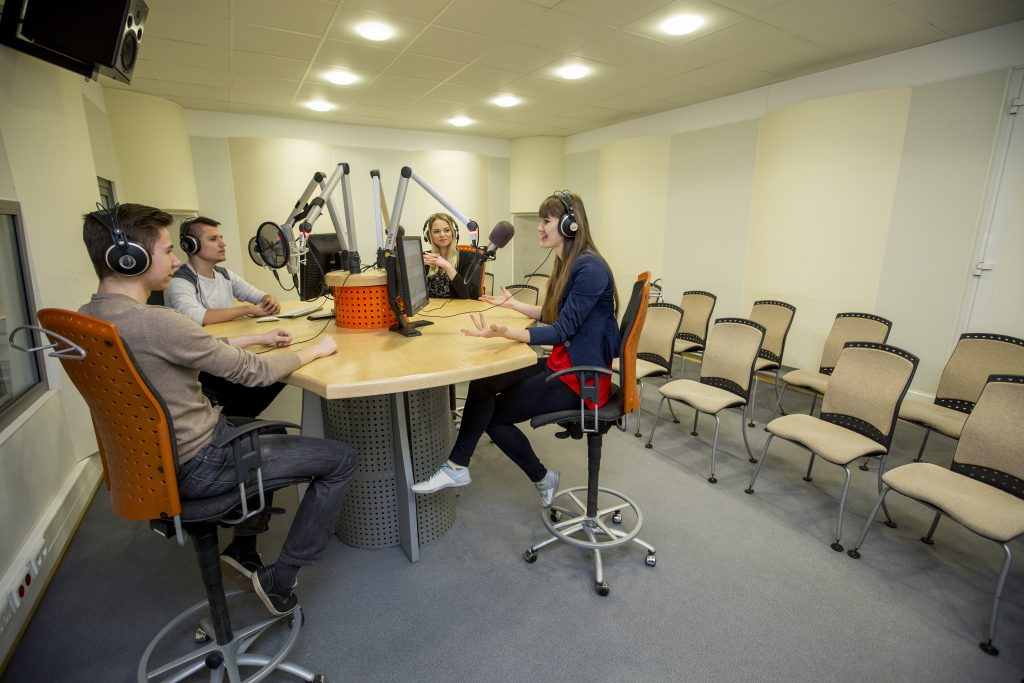
Studiu radiowe

Wydział Nauk Politycznych i Dziennikarstwa Uniwersytetu im. Adama Mickiewicza w Poznaniu (WNPiD UAM) – jeden z 21 wydziałów Uniwersytetu im. Adama Mickiewicza w Poznaniu kształcący studentów na pięciu kierunkach zaliczanych do nauk politologicznych i dziennikarskich, na studiach stacjonarnych oraz niestacjonarnych. Budynek wydziału mieści się na terenie kampusu Morasko, przy ul. Uniwersytetu Poznańskiego 5.

## Poczet dziekanów
1. dr hab. Tadeusz Wallas (2008–2016)
2. prof. dr hab. Andrzej Stelmach (2016–2024)
3. dr hab. Szymon Ossowski (od 2024)

## Historia
Powstał na mocy decyzji uczelnianego Senatu z 17 grudnia 2007. Formalnie swoją działalność rozpoczął z dniem 1 stycznia 2008, jednak do czasu wyboru odpowiednich struktur (dziekan, prodziekani, rada wydziału) związany był z Wydziałem Nauk Społecznych (jako Instytut Nauk Politycznych i Dziennikarstwa). Strukturalnie, jako podstawowa uniwersytecka jednostka organizacyjna, wydział zaczął działać 1 września 2008.
12 maja 2008 na dziekana WNPiD został wybrany dr hab. Tadeusz Wallas, który funkcję tę objął 1 września 2008. 16 kwietnia 2012 władze dziekańskie zostały wybrane na kolejną czteroletnią kadencję. Wówczas dr hab. Jerzego Babiaka na stanowisku prodziekana ds. nauki zastąpił dr hab. Andrzej Stelmach. Była to dotychczas jedyna zmiana w składzie władz wydziału. 

## Osiągnięcia
W 2012 roku kierunek politologia prowadzony przez Wydział Nauk Politycznych i Dziennikarstwa UAM znalazł się wśród 25 najlepszych kierunków w Polsce, dzięki czemu uczelnia została zakwalifikowana do dofinansowania w ramach dotacji projakościowej prowadzonej przez Ministerstwo Nauki i Szkolnictwa Wyższego. Nagrodę dla wydziału przyznała minister Barbara Kudrycka.
Rok 2012 przyniósł również organizację II Kongresu Politologii – największej tego typu imprezy w kraju, w której udział wzięli najwybitniejsi polscy oraz światowi specjaliści z zakresu nauk politycznych.
Budynek Wydziału był nominowany do nagrody architektonicznej PYRAmida 2007, w kategorii Obiekty użyteczności publicznej.

## Kierunki studiów
Wydział kształci łącznie na dziesięciu kierunkach studiów. Na siedmiu z nich w języku polskim, na trzech w języku angielskim:
- bezpieczeństwo narodowe
- dziennikarstwo i komunikacja społeczna
- nowe media w komunikacji
- politologia
- produkcja audiowizualna
- stosunki międzynarodowe
- zarządzanie państwem
- international relations
- journalism and social communication
- public governance

W roku akademickim 2010/2011 na wydziale kształciło się 4 480 studentów, co daje mu piąte miejsce wśród wydziałów uczelni.

## Władze Wydziału
W kadencji 2024–2028:
| Stanowisko                                            | Imię i nazwisko                   |
| ----------------------------------------------------- | --------------------------------- |
| Dziekan                                               | dr hab. Szymon Ossowski           |
| Prodziekan ds. nauki                                  | prof. dr hab. Anna Potyrała       |
| Prodziekan ds. projektów i współpracy międzynarodowej | dr hab. Agnieszka Stępińska       |
| Prodziekan ds. kształcenia                            | dr Artur Pohl                     |
| Prodziekan ds. studenckich                            | dr hab. Aleksandra Kaniewska-Sęba |

## Struktura organizacyjna
| Zakład                                         | Kierownik                             |
| ---------------------------------------------- | ------------------------------------- |
| Zakład Badań nad Integracją Europejską         | prof. dr hab. Zbigniew Czachór        |
| Zakład Badań Niemcoznawczych                   | prof. dr hab. Bogdan Koszel           |
| Zakład Badań Władzy Lokalnej i Samorządu       | prof. dr hab. Robert Kmieciak         |
| Zakład Bezpieczeństwa i Obronności             | prof. dr hab. Mirosław Skarżyński     |
| Zakład Dziennikarstwa                          | prof. dr hab. Ryszard Kowalczyk       |
| Zakład Filozofii i Teorii Polityki             | prof. dr hab. Marek Żyromski          |
| Zakład Komunikacji Społecznej                  | dr hab. Dorota Piontek                |
| Zakład Kultury Politycznej                     | prof. dr hab. Tadeusz Wallas          |
| Zakład Najnowszej Historii Politycznej         | dr hab. Elżbieta Lesiewicz            |
| Zakład Polityki Społecznej i Gospodarczej      | prof. dr hab. Maciej Walkowski        |
| Zakład Pozaeuropejskich Studiów Politycznych   | prof. dr hab. Radosław Fiedler        |
| Zakład Socjotechniki i Marketingu Politycznego | dr hab. Piotr Pawełczyk               |
| Zakład Stosunków Międzynarodowych              | prof. dr hab. Andrzej Gałganek        |
| Zakład Studiów nad Bezpieczeństwem             | prof. dr hab. Jerzy Konieczny         |
| Zakład Studiów Strategicznych                  | prof. dr hab. Sebastian Wojciechowski |
| Zakład Systemów Medialnych i Prawa Prasowego   | dr hab. Jędrzej Skrzypczak            |
| Zakład Systemów Politycznych                   | prof. dr hab. Andrzej Stelmach        |

## Studenckie koła naukowe
Na wydziale działa dwanaście kół naukowych zorientowanych wokół różnych zagadnień badawczych:
- Koło Naukowe Historii Najnowszej
- Koło Naukowe Nauk o Bezpieczeństwie
- Koło Naukowe "Klub debat UAM"
- Koło Naukowe Marketingu Politycznego
- Koło Naukowe Politologów i Dziennikarzy
- Koło Naukowe Polityki Ekonomicznej i Społecznej
- Koło Naukowe Psychologii Polityki
- Koło Naukowe Samorządu Terytorialnego
- Koło Naukowe Stosunków Międzynarodowych
- Koło Naukowe Studiów Azjatyckich
- Koło Naukowe Zawodów Telewizyjnych i Filmowych
- Studencka Agencja Marketingowa

## Media studenckie
- Prasa
  - Buc
  - Fenestra
  - Sic!
- Telewizja
  - Flesz
  - Kurier Akademicki

- Radio
  - Radio Meteor
- Fotografia
  - Studencka Agencja Fotograficzna

## Ośrodki zamiejscowe
Wydział, oprócz siedziby w Poznaniu, prowadzi także zajęcia w ośrodkach zamiejscowych:
- Ośrodek Zamiejscowy UAM w Ostrowie Wielkopolskim
- Ośrodek Zamiejscowy UAM w Pile
- Collegium Polonicum w Słubicach
- Collegium Europaeum Gnesnense w Gnieźnie
- Kolegium UAM w Kościanie